# Horsfieldia paucinervis
Horsfieldia paucinervis är en tvåhjärtbladig växtart som beskrevs av Otto Warburg. Horsfieldia paucinervis ingår i släktet Horsfieldia och familjen Myristicaceae. Inga underarter finns listade i Catalogue of Life.